# Xinruandian
Xinruandian (kinesiska: 新阮店, 新阮店乡) är en socken i Kina. Den ligger i provinsen Henan, i den centrala delen av landet, omkring 250 kilometer söder om provinshuvudstaden Zhengzhou. Antalet invånare är 20 950. Befolkningen består av 11 238 kvinnor och 9 712 män. Barn under 15 år utgör 28,0 %, vuxna 15-64 år 62 %, och äldre över 65 år 8,0 %.
Genomsnittlig årsnederbörd är 1 147 millimeter. Den regnigaste månaden är augusti, med i genomsnitt 232 mm nederbörd, och den torraste är januari, med 18 mm nederbörd.